# IC 2080
IC 2080 ist eine linsenförmige Zwerggalaxie vom Hubble-Typ S0 im Sternbild Eridanus südlich des Himmelsäquators. Sie ist schätzungsweise 181 Mio. Lichtjahre von der Milchstraße entfernt und hat einen Durchmesser von etwa 25.000 Lj. 

Im selben Himmelsareal befinden sich u. a. die Galaxien NGC 1594, NGC 1600, NGC 1603, NGC 1604.
Das Objekt wurde am 31. Januar 1900 von Herbert Alonzo Howe entdeckt.